# Pattinaggio di figura agli VIII Giochi asiatici invernali - Singolo maschile
La gara del singolo maschile si è svolta il dal 24 al 26 febbraio 2017 al Makomanai Ice Arena di Sapporo in Giappone.

## Risultati
| Rank | Atleta                     | SP    | FS     | Totale |
| ---- | -------------------------- | ----- | ------ | ------ |
| 1    | Shoma Uno                  | 92.43 | 188.84 | 281.27 |
| 2    | Jin Boyang                 | 92.86 | 187.22 | 280.08 |
| 3    | Yan Han                    | 91.56 | 180.30 | 271.86 |
| 4    | Takahito Mura              | 90.32 | 172.99 | 263.31 |
| 5    | Brendan Kerry              | 82.74 | 154.63 | 237.37 |
| 6    | Misha Ge                   | 76.18 | 157.75 | 233.93 |
| 7    | Kim Jin-seo                | 76.99 | 151.68 | 228.67 |
| 8    | Julian Yee                 | 72.75 | 149.94 | 222.69 |
| 9    | Michael Christian Martinez | 76.53 | 135.43 | 211.96 |
| 10   | Denis Ten                  | 72.98 | 125.90 | 198.88 |
| 11   | Tsao Chih-i                | 63.68 | 126.51 | 190.19 |
| 12   | Abzal Rakimgaliev          | 54.80 | 134.79 | 189.59 |
| 13   | Lee June-hyoung            | 57.67 | 126.76 | 184.43 |
| 14   | Chew Kai Xiang             | 58.86 | 109.56 | 168.42 |
| 15   | Harry Lee                  | 48.65 | 101.08 | 149.73 |
| 16   | Lee Meng-ju                | 44.49 | 93.92  | 138.41 |
| 17   | Jules Alpe                 | 42.38 | 86.03  | 128.41 |
| 18   | Leung Kwun Hung            | 37.16 | 82.61  | 119.77 |
| 19   | William Sutrisna           | 34.85 | 60.80  | 95.65  |
| 20   | Dwiki Eka Ramadhan         | 24.07 | 64.65  | 88.72  |
| 21   | Nikhil Pingle              | 17.30 | 41.74  | 59.04  |